# Прикарпаткабель
Прикарпаткабель — промислове підприємство розташоване в місті Коломия.

## Історія
Підприємство створене на базі закритого акціонерного товариства «Прикарпаття», яке почало свою діяльність ще в 1939 році. "Прикарпаття" було невеликим підприємством, яке об'єднувало декілька окремих майстерень, розташованих на території Коломийщини.
У 1968 року «Прикарпаття» розпочинає опанування виробництва кабельно-провідникової продукції, що і стає найважливішою сферою діяльності та розвитку підприємства і регіону в цілому. Потужний поштовх у розвитку підприємства дало відкриття родовища бурого вугілля у Львівській області та рішення Ради міністрів СРСР перепрофілювати прикарпатських шахтарів у кабельщики.
Під час розпаду СРСР, деякі філії та структурні підрозділи ЗАТ "Прикарпаття" пройшли процедуру приватизації та перейшли у колективну або приватну власність, а деякі припинили своє існування.
ПП «Прикарпаткабель» засноване 11 квітня 2000 р.
На етапі становлення[коли?] в активі підприємства була лише одна прес-лінія та обмежений асортимент кабельно-провідникової продукції.
З 2000 по 2008 роки підприємство здійснює діяльність, як переробне, по давальницькій схемі розрахунків.
З 2009 року приймається стратегічний план розвитку підприємства як самодостатнього та багатопрофільного виробника. Вводиться в роботу друга прес-лінія, що дає змогу виробляти провода середнього січення, а також провода з кольоровими полосами. Починає працювати лінія для скручування проводів для повітряних ліній електропередач, а також для технологічної підготовки проводів з подвійною ізоляцією.
На даний час[коли?] асортиментний ряд включає широкий спектр кабельно-провідникової продукції, зокрема: силовий алюмінієвий та мідний кабелі; алюмінієвий провід; провід з мідною жилою; провід з мідною жилою підвищеної гнучкості; кабель силовий плоский мідний; ізольовані та «голі» проводи для повітряних ліній; гнучкий шнур з паралельними жилами; гнучкий провід зі скрученими жилами; кабелі, що не підтримують горіння та ін.